# إيلي ديان
إيلي ديان (بالعبرية: אלי דיין) (وُلِد في 25 أكتوبر 1949 في قلعة السراغنة، المغرب) هو سياسي إسرائيلي سابق، شغل منصب عضو في الكنيست عن حزب المعراخ وحزب العمل بين عامي 1988 و1996، ونائباً لوزير الشؤون الخارجية في الفترة من 1995 حتى عام 1996.

## السيرة الذاتية
وُلِد ديان في قلعة السراغنة في المغرب عام 1949، وقدِم إلى إسرائيل ضمن عليا عام 1963. درس الحقوق في الجامعة العبرية في القدس، وحصل على ليسانس الحقوق.
أصبح عمدة عسقلان عام 1978، وهو المنصب الذي شغله حتى عام 1991. انضم إلى حزب تامي الجديد في عام 1981، وكان في المقعد الرابع على قائمة الحزب في انتخابات الكنيست عام 1981، لكن الحزب فاز بثلاثة مقاعد فقط. وكان في المقعد الثالث في قائمة انتخابات 1984، لكنه فشل مرة أخرى في الفوز بمقعد. بعد اندماج حزب تامي مع الليكود، انضم ديان إلى حزب العمل، وفي عام 1988، اُنتخِب عضواً في الكنيست على قائمة معراخ (التي كان حزب العمل هو العنصر الرئيسي فيها). أُعِيد انتخابه في عام 1992، وتم تعيينه نائباً لوزير الخارجية في 24 يوليو 1995، ليحل محل يوسي بيلين. وشغل هذا المنصب حتى فقد مقعده في انتخابات 1996.

## وصلات خارجية
- إيلي ديان على الموقع الإلكتروني للكنيست